# ABDALA
ABDALA, початкова назва CIGB-66 — кандидат на вакцину проти COVID-19, та розроблений в кубинському Центрі генної інженерії та біотехнології. Цей кандидат на вакцину, названий за патріотичною драмою кубинського національного героя Хосе Марті, який є субодиничною білковою вакциною з білка вірусу SARS-CoV-2, який спричинює виникнення імунної відповіді. Цей кандидат на вакцину розроблений після ще одного кандидата на вакцину під назвою «CIGB-669» (або «MAMBISA»).
Вакцина є однією з двох розроблених на Кубі вакцин проти COVID-19, які знаходяться на III фазі клінічних досліджень.

## Клінічні дослідження

### І-ІІ фаза
У липні 2020 року розпочались І-ІІ фаза клінічних досліджень вакцини «CIGB-66».

### ІІІ фаза
ІІІ фаза клінічних досліджень проводилось шляхом триразового введення вакцини в 0, 14 та 28 день у порівнянні з групою плацебо, при цьому результат дослідження порівнював частоту випадків хвороби, виявлених у кожній групи, через 14 днів після введення третьої дози вакцини.
Клінічне дослідження ІІІ фази було зареєстровано 18 березня 2021 року. Першу дозу ввели 22 березня, а до 4 квітня 48 тисяч учасників отримали першу дозу вакцини, другу дозу почали вводити з 5 квітня. Третю дозу почали вводити 19 квітня, і 1 травня 97 % початкових учасників отримали всі 3 дози, інші 3 % з якихось причин вибули з дослідження. З 3 травня розпочалась оцінка ефективності вакцини.
Директор кубинського центру генної інженерії та біотехнологій повідомив, що первинна оцінка ефективності вакцини може бути зроблена після 50 випадків хвороби в учасників дослідження, друга після 100 випадків хвороби, а остаточна оцінка щодо ефективності може бути зроблена після 150 випадків хвороби в учасників дослідження.

### Інтервенційне дослідження
У рамках інтервенційного дослідження 124 тисячі осіб віком від 19 до 80 років отримали 3 дози вакцини, причому основна оцінка ефективності проводилась на основі частки випадків хвороби та смертей вакцинованих порівняно з невакцинованим населенням. Очікується, що в травні 2021 року розпочнеться більш широке дослідження на 1,7 мільйонах мешканців Гавани з проведенням щеплень вакцинами «ABDALA» та «SOBERANA-02».

## Виробництво за межами Куби
Представники уряду Венесуели заявили, що в країні будуть виробляти вакцину «ABDALA», але ця намір поки не виконаний. Державна компанія «EspromedBIO» може вироблятиме вакцину, але для початку виробництва потрібні деякі «домовленості». У квітні 2021 року президент Венесуели Ніколас Мадуро заявив, що він сподівається, що виробництво 2 мільйонів доз вакцини на місяць можна досягти до «приблизно серпня, вересня».